# Datura wrightii
Espèce
Classification APG III (2009)
Synonymes
- Datura lanosa  Barclay ex R.A. Bye
- Datura innoxia subsp. quinquecuspida  (Torr.) Barcl.
- Datura metel var. quinquecuspida  Torr.

Datura wrightii est une plante herbacée toxique, parfois utilisée comme hallucinogène, et classée comme anticholinergique. Elle appartient à la famille des Solanaceae.

## Systématique

### Synonyme
- (=) Datura meteloides auct.

### Taxonomie
L'identification botanique de ce datura mexicano-californien tient à la collaboration d'un collectionneur américain, Charles Wright, des établissements Louis de Vilmorin et d'un botaniste allemand von Regel.
En 1855, les établissements Louis de Vilmorin reçurent des graines de Datura meteloides d'un professeur de l'université d'Harvard. Celui-ci les avait obtenues d'un collectionneur du nom de Charles Wright qui les avait récoltées à l'ouest du Texas.
Un employé perspicace, M. Ortgies, remarqua alors que le datura en question cultivé par leurs soins ne correspondait pas à la description du D. meteloides faite par Félix Dunal. Il fit part de ses observations au botaniste allemand Eduard von Regel, éditeur de la revue Gartenflora. Celui-ci en fit une description qu'il publia en 1859 sous le nom de Datura wrightii en reconnaissance de son découvreur.

## Description morphologique

### Appareil végétatif
Datura wrightii possède un port étalé et buissonnant,  et peut atteindre entre 0,4 et 1,5 mètre de hauteur.
Les feuilles, qui mesurent jusqu'à 15 cm de long, sont simples, ovoïdes, caduques, et leur bord est tantôt grossièrement denté, tantôt sinué. Elles sont visqueuses voire poisseuses au toucher et couvertes d'un duvet extrêmement court. En froissant les feuilles, un parfum assez désagréable s'échappe, laissant penser à une odeur proche de l'arachide.
Les tiges sont cassantes, gorgées d'eau et couvertes de poils très courts.
Cette espèce de Datura possède un rhizome tubéreux muni d'épaisses et puissantes racines, qui permet à la plante d'hiverner en pleine terre dans des endroits pas trop froids, et de repartir au printemps suivant vers la mi-mai.
Cette espèce est souvent confondue avec Datura inoxia et Datura metel, qui sont des espèces similaires.

### Appareil reproducteur

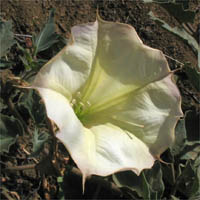
Détail d'une fleur de Datura wrightii

La floraison a lieu de mai à novembre. Les fleurs en forme d'entonnoir mesurent entre 14 et 23 cm de long, c'est en effet les plus grandes du genre avec le D. metel. Elles sont blanches, très souvent teintées de violet dans leur partie supérieure. Elles sont odorantes et dégagent un parfum délicat qui s'accentue au fur et à mesure de la floraison. La fleur se fane durant le deuxième jour de floraison.
Le calice et la corolle sont constitués de 5 pièces soudées en un tube qui, au niveau de la corolle, s'évase pour former un large pavillon. Ce pavillon est garni de dix « dents » : cinq prolongent la zone de soudure entre les pétales, et cinq sont situés au milieu de la bordure de chaque pétale.

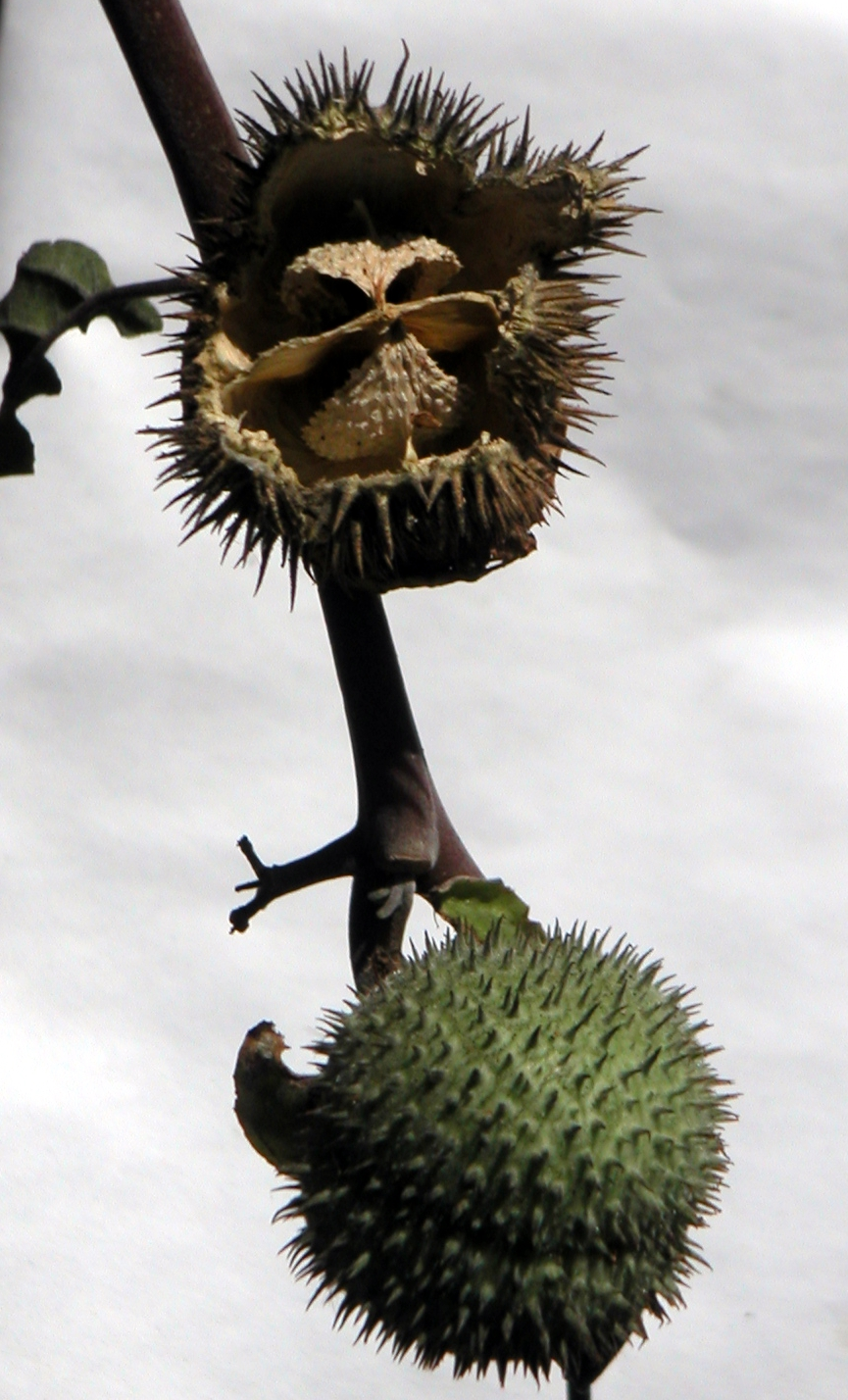
Deux capsules de Datura wrightii à des degrés de maturité différents

Le fruit est une capsule pendante, hérissée d'épines pointues longues de moins de 1,3 cm, et recouverte de duvet très court. Elle porte à sa base une sorte de collerette qui se développe à partir des restes du calice. À maturité, la capsule d'environ 4 cm de diamètre s'ouvre de façon irrégulière et libère de très nombreuses graines brun-jaunâtre. Les graines germent facilement et la plante peut alors se ressemer au printemps suivant.

## Répartition et habitat
Son origine naturelle se situe au Mexique et dans le Sud-ouest de l'Amérique du Nord, du centre de la Californie jusqu'au nord du Mexique vers le sud, et jusqu'au Texas vers l'est. Mais en raison de sa beauté et des substances convoitées qu'elle contient, la plante fut très vite exportée et étudiée dans les régions chaudes du reste de la planète où elle s'est parfois naturalisée.
Dans ces régions, elle pousse sur sol sableux, sur les plaines et replats des zones désertiques.

## Composition
La plante, comme tous les daturas, contient des alcaloïdes tropaniques comme la scopolamine et de l'atropine. Ont été décelés aussi : l'apohyoscine, la norhyoscine, la mételoidine et la norhyosciamine. Les racines contiennent en outre (-)-3α,6β-ditigloyloxytropane, 3,6-ditigloyloxytropan-7-ol, tropine, pseudotropine et 3,6-dihydroxytropane.
La scopolamine comme l'atropine provoque une sécheresse de la bouche, et d'intenses hallucinations visuelles et auditives. À forte dose, elle provoque une intoxication mortelle.
Ce Datura est réputé anciennement pour son utilisation divinatoire et hallucinogène lors de cérémonies par certaines tribus indiennes. Cependant toute partie de la plante reste un véritable poison, d'où son utilisation doit être très documentée et effectuée dans conditions particulières.

## Utilisations

### Usage ornemental
Cette espèce florifère est très décorative, aussi bien par ses grandes fleurs que par son feuillage. Elle pousse bien en pleine terre, mais aussi comme plante de plate-bande, en pot ou en bac. Mais cette plante robuste, au système racinaire conséquent, se développera au mieux de sa forme en pleine terre. Pour croître dans de bonnes conditions, Datura wrightii demande une exposition abritée du vent violent ainsi qu'un emplacement dégagé et ensoleillé. Le sol quant à lui doit être de préférence riche, profond, et bien drainé.

### Usage religieux
Chez les amérindiens Chumash qui vivaient le long de la côte sud de la Californie, les croyances religieuses, les rituels et les pratiques médicinales étaient intimement liés avec probablement le datura jouant un rôle central. En 1814, un missionnaire avait observé : « Avec cette plante, ils s'enivrent. Ils la prennent pour devenir forts, pour ne craindre personne, pour empêcher que les serpents ne les mordent et les flèches ne les transpercent, etc. »
Le peuple Chumash utilisait des décoctions de Datura wrightii lors de rites d'initiation de sortie de l'enfance.
À l'âge de huit ans, les enfants devaient passer une épreuve pour leur donner droit d'accéder au monde des hommes. Les guérisseurs mettaient à fermenter des tiges et racines de D. wrightii dans des récipients d'eau qu'ils plaçaient au soleil pendant plusieurs jours jusqu'à ce que le mélange prenne une teinte brune. Il suffisait alors d'ajouter de la sauge blanche Salvia apiana aux vertus purificatrices pour obtenir le fameux breuvage nommé momoy.
Cette drogue hallucinogène très toxique pouvait tuer mais c'est la mère qui devait la faire prendre à son fils. Seuls les garçons les plus forts survivaient et étaient dignes de devenir des pères et de servir la perpétuation du village.
Les Chumash utilisaient aussi cette plante hallucinogène dans de nombreuses situations :
- pour établir le contact avec un protecteur surnaturel afin d'avoir son soutien ou d'obtenir de lui une aptitude particulière
- pour entrer en contact avec les morts, retrouver des objets perdus, voir l'avenir, comprendre la nature profonde des personnes
- guérir d'une blessure, se protéger d'un mauvais présage ou briser un tabou

Sur le plan médicinal, les racines et feuilles de datura étaient consommées sous forme d'infusion ou en application comme cataplasme. Elles étaient utilisés en dernier recours quand les autres méthodes avaient échoué.